# Hendrik Otto
Hendrik Otto (* 12. August 1974 in Wolfen) ist ein deutscher Koch.

## Werdegang
Hendrik Otto ging nach seiner Ausbildung in Freudenstadt zu Michael Hoffmann ins Gourmetrestaurant Haerlin im  Hotel Vier Jahreszeiten in Hamburg. Danach wechselte er zu Albert Kellner in Brenners Park Hotel in Baden-Baden und ging anschließend zu Harald Wohlfahrts Drei-Sterne-Restaurant Schwarzwaldstube im Hotel Traube Tonbach in Baiersbronn. Als Küchenchef wechselte er ins Hamburger Landhaus Flottbek.
2002 ging er zum Restaurant La Vision beim Hotel im Wasserturm in Köln, das nach wenigen Monaten mit einem Michelinstern ausgezeichnet wurde, den er für die folgenden sechs Jahre behielt. 2008 wechselte er ins Restaurant Vitrum des Hotel The Ritz-Carlton Berlin und wurde auch dort mit Michelin-Stern und 16 Punkten im Gault Millau ausgezeichnet.
Im April 2010 übernahm Hendrik Otto das Restaurant Lorenz Adlon Esszimmer im Hotel Adlon. Im Michelin 2011 wurde das Restaurant mit einem Michelin-Stern ausgezeichnet, 2012 mit zwei Sternen und im Gault Millau 2014 mit 18 Punkten. 
Im Januar 2022 verließ er das Lorenz Adlon Esszimmer und wurde Leiter Quality and Sustainable Culinary Development der Helios Kliniken. Sein Nachfolger im Adlon wurde im Mai 2022 der Schweizer Reto Brändli.
Daneben bot er 2021 hochwertige Speisen zum Versand unter dem Namen Sterne im Glas.

## Privates
Hendrik Otto ist verheiratet und hat eine Tochter.

## Auszeichnungen
- 2002: Erster Michelin-Stern für das Restaurant La Vision in Köln
- 2011: Zweiter Michelin-Stern für das Restaurant Lorenz Adlon Esszimmer in Berlin
- 2012: „Koch des Jahres“ im Gusto 2013[6]